# Édouard Caspari

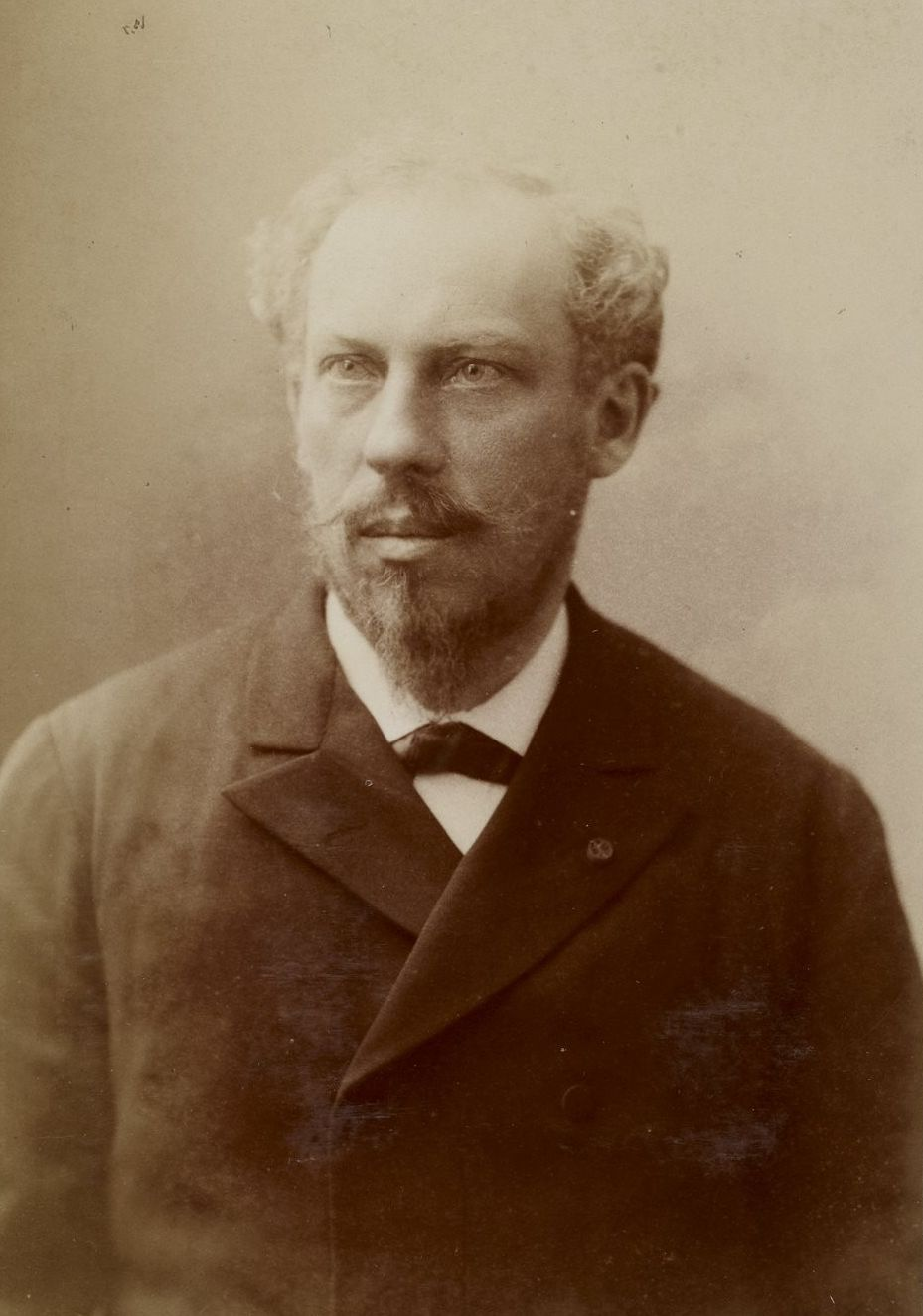
Édouard Caspari

Chrétien Édouard Caspari (* 13. September 1840 in Sainte-Marie-aux-Mines; † 1918) war ein französischer Marineingenieur und Astronom.
Caspari besuchte ab 1860 die École polytechnique. Von 1862 bis 1902 war er Marineingenieur (Ingénieur Hydrographe), der die französischen Küsten (u. a. Seine-Bucht, Bassin d´Arcachon), den Golf von Tonkin, Guadeloupe, den Golf von Siam vermaß. Daneben stellte er meteorologische Beobachtungen an und gab Astronomiekurse für den Service Hydrographique de la Marine, woraus  ein Lehrbuch entstand. Für sein Buch über Marine-Chronometer (1893 auf Deutsch erschienen) erhielt er 1878 den Prix Montijon der Academie des Sciences. Er schrieb den Artikel Uhren in der Enzyklopädie der mathematischen Wissenschaften. 1905 war er Präsident der Société astronomique de France. Er war auch Direktor der Kartenabteilung des Marinedepots.

## Schriften
- Cours d'astronomie pratique - application à la géographie et a la navigation, 2 Bände, Gauthier-Villars 1889
- Untersuchungen über Chronometer und nautische Instrumente, Bautzen 1893 (deutsche Übersetzung von Les Chronomètres de Marine, 1884, Gauthier-Villars, 203 Seiten)
- mit Charles-Martin Ploix Météorologie nautique, Paris, Imprimerie Nationale 1874

| Personendaten    | Personendaten                                  |
| ---------------- | ---------------------------------------------- |
| NAME             | Caspari, Édouard                               |
| ALTERNATIVNAMEN  | Caspari, Chrétien Édouard (vollständiger Name) |
| KURZBESCHREIBUNG | französischer Marineingenieur und Astronom     |
| GEBURTSDATUM     | 13. September 1840                             |
| GEBURTSORT       | Sainte-Marie-aux-Mines                         |
| STERBEDATUM      | 1918                                           |